# Universidade Técnica Chalmers
A Universidade Técnica Chalmers (CTH; em sueco Chalmers tekniska högskola, vulgarmente Chalmers,  PRONÚNCIA; em inglês:  Chalmers University of Technology) é uma escola superior técnica da cidade de Gotemburgo na Suécia, onde são formados engenheiros e arquitetos, e onde é efetuada pesquisa científica.

A instituição foi fundado em 1829, a partir de uma doação testamentária de William Chalmers, e adquiriu o estatuto de escola técnica superior em 1937, com nível universitário idêntico ao Instituto Real de Tecnologia em Estocolmo. 
Hoje em dia, é gerida por uma fundação chamada Stiftelsen Chalmers tekniska högskola. 
Tem cerca de 10 300 estudantes, dos quais 6 000 em engenharia civil e arquitetura (2005). 
A sua biblioteca foi criada em 1829, e é desde 1937 uma das duas principais bibliotecas científicas da Suécia. 

### Campus
É constituído por dois "campi": Johanneberg e Lindholmen.

O Campus de Johanneberg – vulgarmente referido como ”o Chalmers” – está localizado no centro da cidade e é o local dos cursos de engenharia civil  e ainda das instalações do corpo de alunos.

O Campus Lindholmen está situado em Lindholmen na ilha de Hisingen e é o local dos cursos de ”engenheiro universitário” (högskoleingenjör) e do curso de oficial da marinha mercante da velha ”escola náutica” (Sjöbefälsskolan).

Além destes dois "campi", o Chalmers dispõe ainda de um observatório astronómico em Onsala (Onsala Rymdobservatorium).

### Estudantes, professores e funcionários
Tem cerca de 10 773 estudantes, dos quais 977 doutorandos, (2024), e conta com 624 professores e 3 007 funcionários (2024).                   

### Biblioteca
A sua biblioteca foi criada em 1829, e é desde 1937 uma das duas principais bibliotecas científicas da Suécia.  

### Prêmio Nobel
- Gustaf Dalén (1869-1937) Prémio Nobel de Física 1912

### Ex-alunos notáveis
- Gustaf Dalén, engenheiro, inventor e industrialista. Prémio Nobel de Física 1912.
- Sigfrid Edström, engenheiro, industrialista.
- Abraham Langlet, engenheiro, químico, primeiro a determinar o peso atómico correto do hélio.
- Gert Wingårdh, arquiteto.
- Felix Arvid Ulf Kjellberg , youtuber. (não graduado).

## Galeria

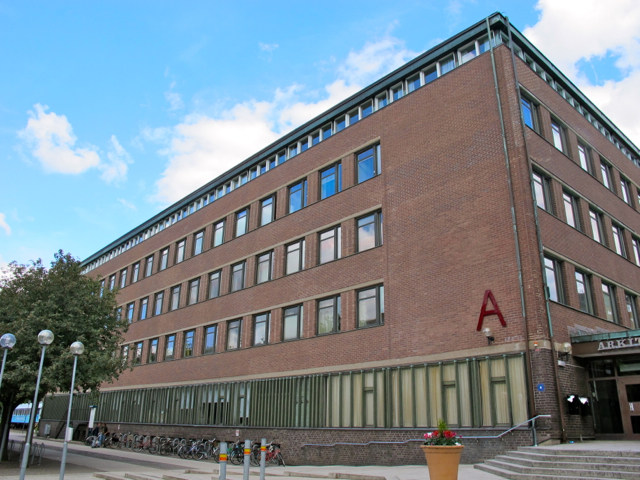
A ”Arquitetura”
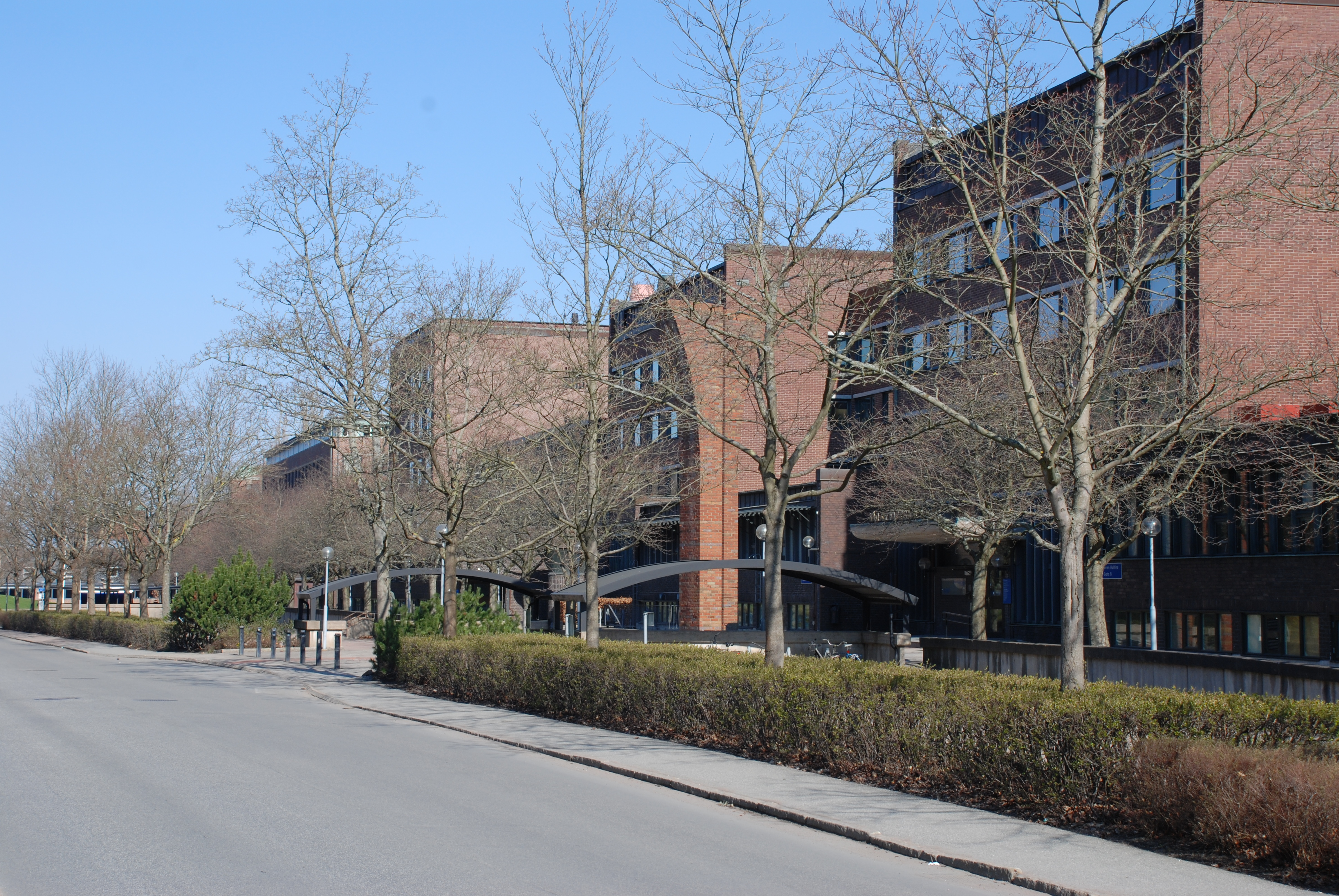
A ”Estradas e água”
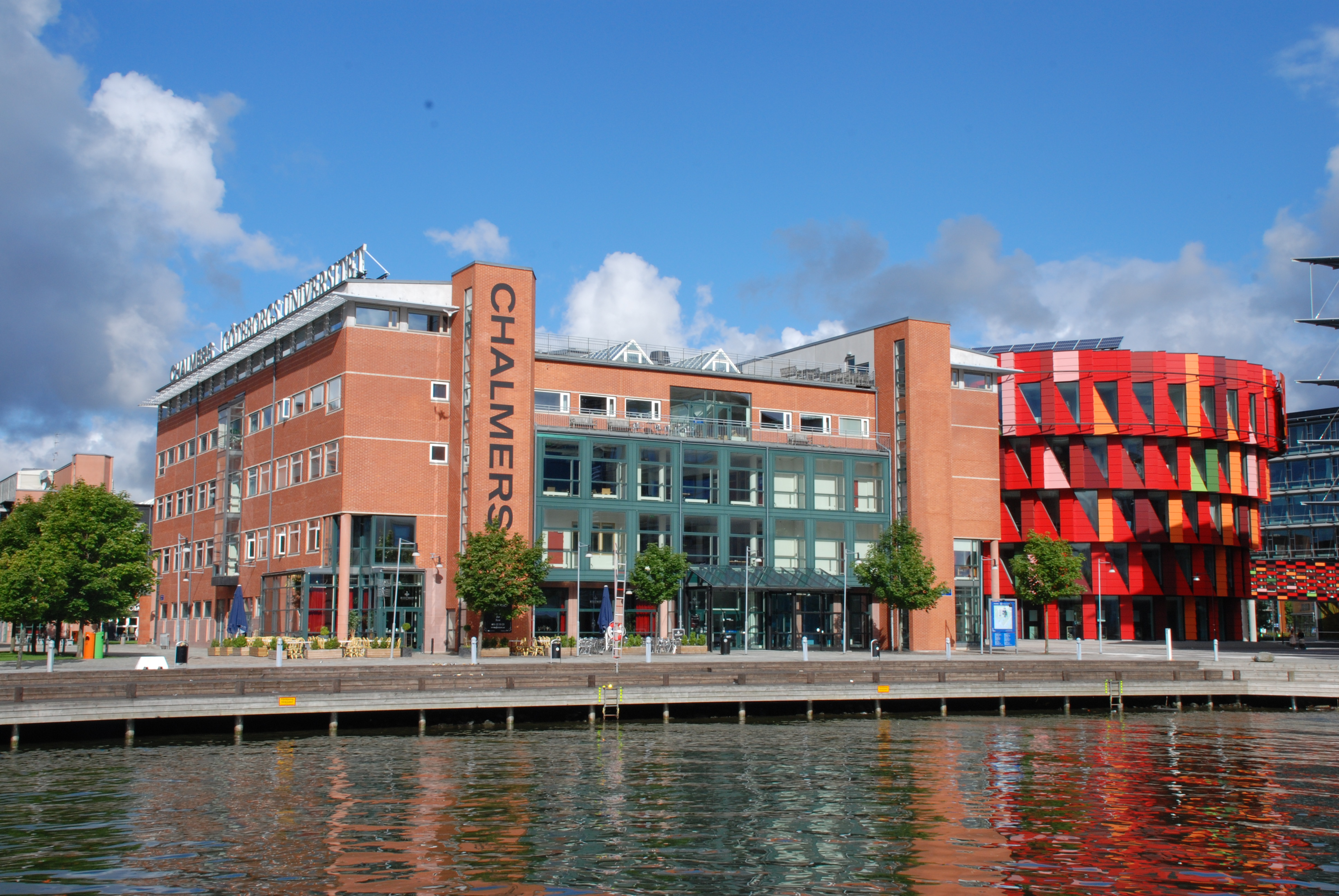
O Campus Lindholmen
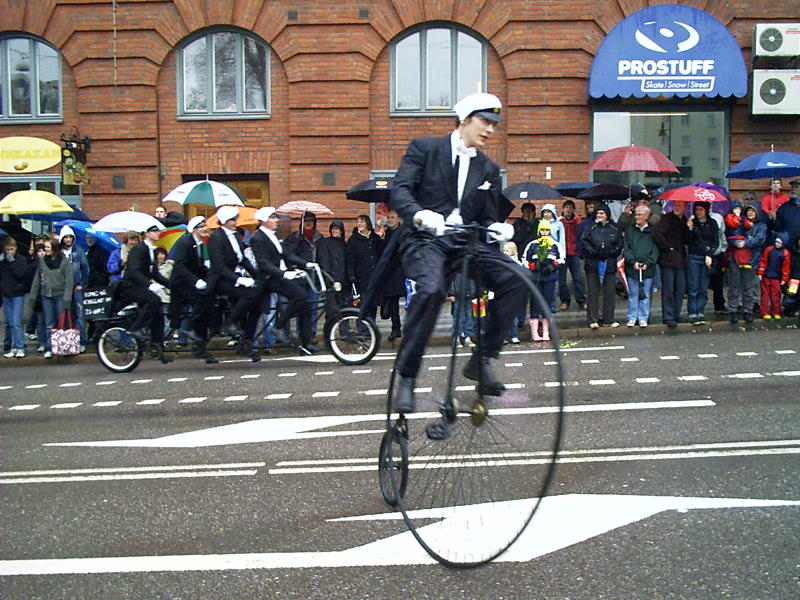
O cortejo anual dos ”chalmeristas”